# Ptychographa xylographoides
Ptychographa xylographoides är en lavart som beskrevs av Nyl. Ptychographa xylographoides ingår i släktet Ptychographa och familjen Trapeliaceae.   Inga underarter finns listade i Catalogue of Life.